# Platyparea carpathica
Platyparea carpathica är en tvåvingeart som beskrevs av Klasa 2001. Platyparea carpathica ingår i släktet Platyparea och familjen borrflugor.
Artens utbredningsområde är Polen. Inga underarter finns listade i Catalogue of Life.